# NHK
NHK (日本放送協会 Nippon Hōsō Kyōkai?) är det japanska public service radio- och TV-bolaget. NHK:s verksamhet finansieras genom TV-licens och dess två kanaler i det japanska marknätet sänder utan reklam. Företaget startade sina radiosändningar 1926, med brittiska BBC som förlaga, och NHK:s andra kanal gick i etern 1931. Några år senare började företaget även sända TV som ett av de första i världen. Företagets stora huvudkontor och Tokyo-studior samt prova på-anläggning för allmänheten ligger i stadsdelen Shibuya nära Yoyogiparken och Harajuku. Utöver dessa har företaget studior och mediahus i samtliga större japanska städer.

NHK:s logotyp sedan 2020.

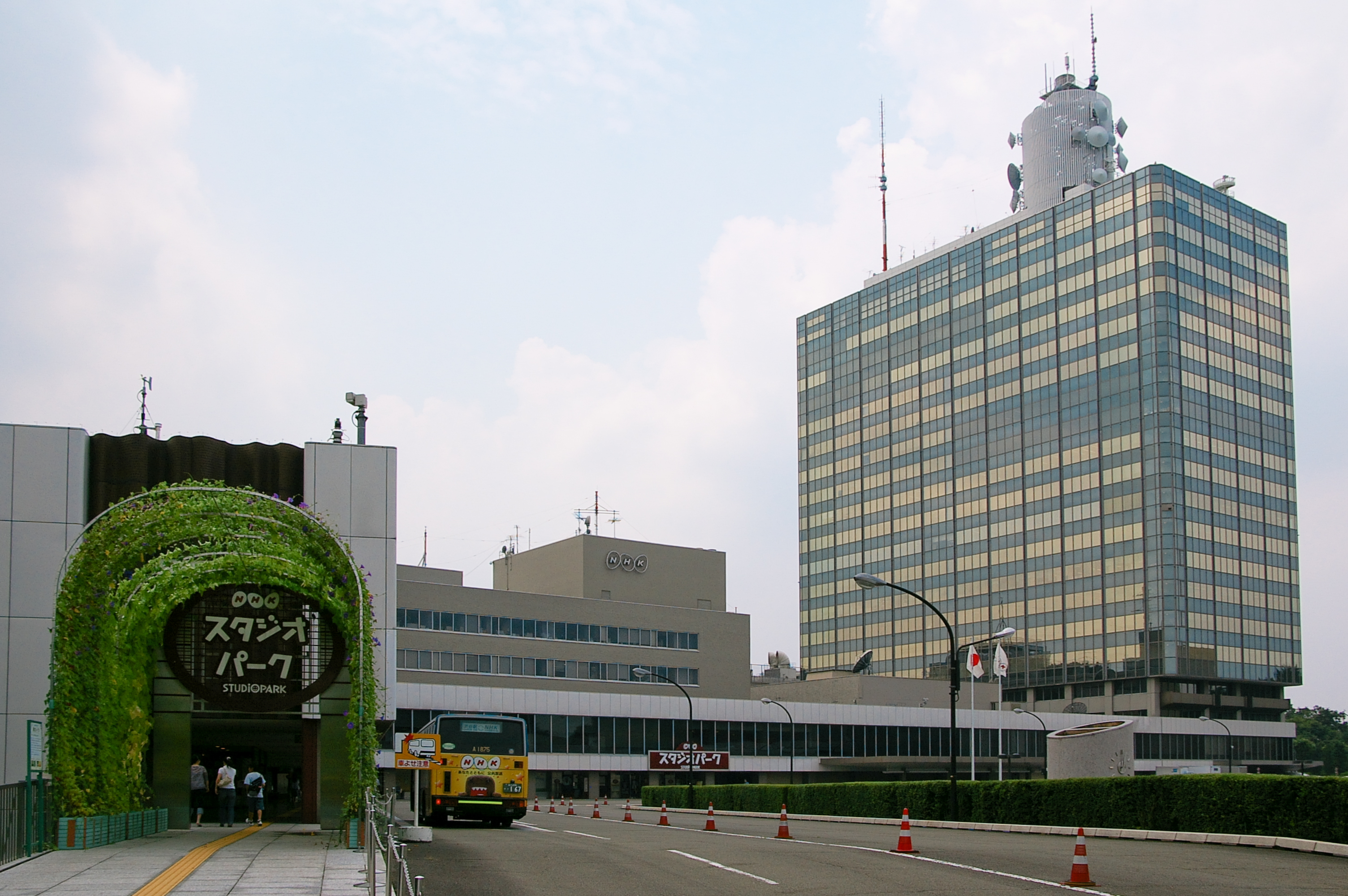
NHK Broadcasting Center i Shibuya, Tokyo.

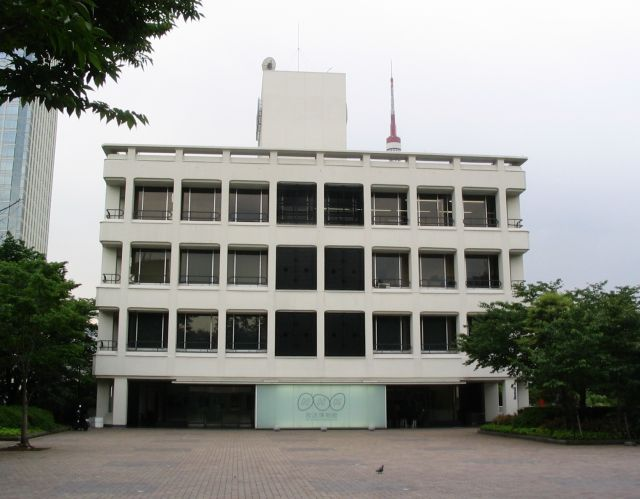
NHK Broadcasting Museum.

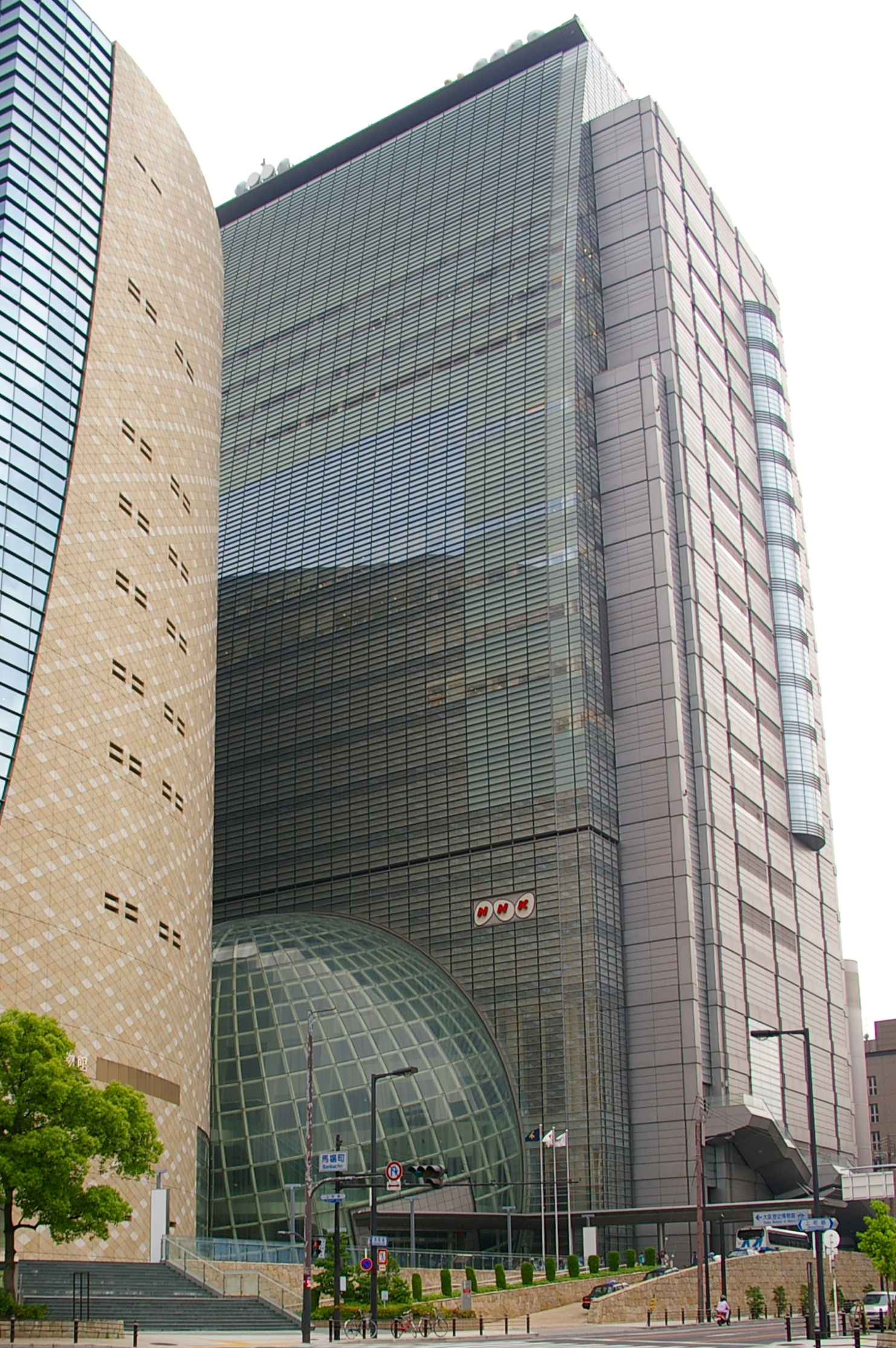
NHK Osaka.

Idag har NHK fem stora nationella TV-kanaler, varav tre sänder via satellit och kan ses mot en extra avgift utöver TV-licensen. NHK General TV och NHK Educational TV som sänds via marknätet, på kanalplatserna 1 respektive 3, samt de satellitburna kanalerna NHK BS1, NHK BS2 och HD-kanalen NHK Hi-Vision. De sistnämnda kräver alltså en extra abonnemangsavgift och når därför en mindre andel av befolkningen än huvudkanalerna. De flesta av kanalernas program produceras sedan tidigt 2000-tal helt i High Definition vilket Japan varit ledande och drivande inom utvecklingen av. På radion har man tre kanaler; NHK Radio 1, vars utbud liknar svenska P1, och NHK Radio 2 samt nyhetskanalen NHK FM. På FM-bandet kan man även få två kanaler som sänder ut ljudet från de bägge huvudkanalerna på TV.

## NHK World TV - på engelska
Sedan 2009 har NHK en dygnet runt-sändande nyhetskanal på engelska under namnet NHK World. Kanalen sänds över satellit, iphone app samt streamat i hög kvalitet via internet till tittare över hela jordklotet. Featureprogrammen kan även ses via spelaren på produktionsbolaget JIB TV:s hemsida. NHK World och produktionsbolaget JIB TV startades 2009 med syfte att sprida information och kunskaper om japansk och asiatisk kultur och som en motvikt till kanaler som CNN International och BBC World.
Produktionsbolaget, som är en förkortning av Japan International Broadcasting, ingår även det i NHK-koncernen. JIB TV ägs till 60 procent av public servicebolaget NHK och till 40 procent av näringslivet med intressenter som Microsoft och japanska jättebanken Mizuho. Verksamheten finansieras till största delen av de japanska TV-licensbetalarna men även av externa sponsorer och annonsörer vilket är orsaken till att JIB TV är ett fristående bolag.  Sändningarna når de skandinaviska länderna via Astra och Eutelsat-satelliterna. Målsättningen är att i framtiden även distribueras via de ledande kabel- och IP-TV operatörerna i Europa, vilket kanalen redan under premiäråret gör i länder som Korea och Malaysia.
Sedan 15 mars 2012 sänds NHK World TV ut till Viasats parabolkunder. Kanalen ingår i dokumentärpaketet. 
Utöver nyhetskanalen på engelska finns även NHK World Premium som sänder japanska serier, filmer, nyheter och underhållningsprogram på japanska till tittare utanför Japan mot en abonnemangsavgift.

## Radio Japan - på engelska
Företagets internationella radiokanal går under beteckningen Radio Japan. Tidigare hade man sändningar på svenska men av besparingsskäl och bristande intresse hos svenska lyssnare samt som en  konsekvens av satsningarna på NHK World TV lades de svenska, tyska och italienska avdelningarna inom Radio Japan ner hösten 2007.